# Medal Żołnierza
Medal Żołnierza (ang. Soldier’s Medal) – amerykański medal wojskowy. Ustanowiony przez Kongres 2 lipca 1926 roku. Przyznawany jest każdemu członkowi amerykańskich sił zbrojnych lub państw zaprzyjaźnionych, który odznaczył się heroizmem poza sytuacją starcia z nieprzyjacielem. Medal zajmuje ósme miejsce w aktualnej precedencji amerykańskich odznaczeń wojskowych i jest równorzędny z Medalem Marynarki Wojennej i Piechoty Morskiej, Medalem Lotnika oraz Medalem Straży Wybrzeża przyznawanymi za te same czyny osobom służącym kolejno: w marynarce wojennej, siłach powietrznych oraz Straży Wybrzeża.
Medal ten przyznawany jest przede wszystkim żołnierzom, którzy narażali życie w celu ratowania innych osób (towarzyszy broni, osób cywilnych, jeńców wojennych) nie bezpośrednio w starciu z nieprzyjacielem; może być nadawany również w czasie pokoju. Jeśli medal zostanie nadany za taki akt odwagi, za który w walce przyznany byłby Krzyż za Wybitną Służbę, odznaczony ma prawo do wyższej o 10% emerytury wojskowej (tak, jak za przyznanie Krzyża Wybitnej Służby).
Pierwsze medale otrzymali 17 października 1927 roku  John F. Burns i  James P. Martin za heroizm wykazany podczas pożaru i James K. Wilson oraz Cleophas C. Burnett za ratowanie tonących.
Gen. Colin Powell został odznaczony Medalem Żołnierza podczas wojny wietnamskiej, gdy uczestniczył w katastrofie śmigłowca i pomimo obrażeń uratował następnie z płonącego śmigłowca dwóch towarzyszy. W 1998 roku medale otrzymali trzej żołnierze, którzy podjęli interwencję podczas masakry cywilów wietnamskich w Mỹ Lai: Hugh Thompson, Lawrence Colburn i Glenn Andreotta (pośmiertnie).